# Čerepanovo
Čerepanovo (in lingua russa Черепаново) è una città situata nell'oblast' di Novosibirsk, in Russia, 109 chilometri a sud est dal capoluogo del territorio, Novosibirsk. Čerepanovo contava nel 2021: 19 900 abitanti, nel 2009: 19 436 abitanti, nel 2002: 20 496, nel 1989 invece la popolazione era di 22 116 abitanti.

## Storia
La città fu fondata nel 1912 in seguito alla costruzione della ferrovia che va da Novosibirsk a Barnaul; al 1915 risale la stazione ferroviaria. La città ricevette lo status di città nel 1925.